# Konevo
Konevo (in lingua russa Конёво) è una città situata in Russia, nell'Oblast' di Arcangelo, più precisamente nel Pleseckij rajon.